# Афтары правды
«Афтары правды» — 13-й альбом белорусской панк-группы «Нейро Дюбель». Вышел 14 декабря 2010 года на лейбле West Records.

## Об альбоме
Во время работы над альбомом у него было два рабочих названия: «Авторы правды» и «Музыка для клиентов». В конце концов, музыканты остановились на первом варианте. Однако позже такое название показалось группе слишком серьёзным и контрастировало с весёлыми текстами. Тогда было принято решение изменить название на «падонкавский» манер. Новый альбом получил более лёгкое звучание, чем предыдущий. «Если предыдущий альбом Stasi был брутальным, тяжёлым, то новый будет похож на американский панк. Панк — это вообще дурацкая музыка, а американский панк — тем более», — пояснил лидер группы Александр Куллинкович. Оформлением альбома занималась художница Ника Сандрос.
Концертная презентация альбома «Афтары правды» прошла 11 ноября 2010 года в минском клубе «Реактор». Сам диск вышел только через месяц 14 декабря. Задержка была связана с различными форс-мажорными обстоятельствами, сопровождавшими производство диска. Три песни записаны на белорусском языке. Песня «Машины», идущая бонусом, ранее выходила на альбоме «Умные вещи» 1995 года. Песня «Нельзя» посвящена памяти журналиста Олега Бебенина. Олег был создателем и руководителем оппозиционного новостного интернет-ресурса «Хартия’97». Погиб в начале сентября 2010 года при не до конца выясненных обстоятельствах. Кавер в этот раз был сделан на песню на стихи Роберта Рождественского «Притяжение земли» (на альбоме подписана как «Дети Галактики»). В своё время эту песню исполнял Лев Лещенко.

## Список композиций
| №                   | Название                                            | Автор(ы)              | Длительность |
| ------------------- | --------------------------------------------------- | --------------------- | ------------ |
| 1.                  | «Афтары правды»                                     |                       | 1:26         |
| 2.                  | «Ольга Сергеевна»                                   |                       | 2:40         |
| 3.                  | «Полноте»                                           |                       | 3:04         |
| 4.                  | «Батариен»                                          |                       | 2:57         |
| 5.                  | «Стих»                                              |                       | 0:23         |
| 6.                  | «Манту»                                             |                       | 3:54         |
| 7.                  | «Сергей Иванович»                                   |                       | 3:03         |
| 8.                  | «Напрягая»                                          |                       | 2:35         |
| 9.                  | «Стих»                                              |                       | 0:14         |
| 10.                 | «Отстой»                                            |                       | 3:14         |
| 11.                 | «Дети Галактики»                                    | Роберт Рождественский | 3:04         |
| 12.                 | «Жэтончык»                                          |                       | 2:47         |
| 13.                 | «Стих»                                              |                       | 0:09         |
| 14.                 | «Нельзя» (посвящается доброй памяти Олега Бебенина) |                       | 4:01         |
| 15.                 | «Касманаўты»                                        |                       | 2:48         |
| 16.                 | «Фонарь»                                            |                       | 2:45         |
| 17.                 | «Ленин»                                             |                       | 3:13         |
| 18.                 | «Стих»                                              |                       | 0:12         |
| 19.                 | «Клоун»                                             |                       | 3:47         |
| 20.                 | «Машины»                                            |                       | 3:23         |
| 21.                 | «Ленін»                                             |                       | 3:11         |
| Общая длительность: | Общая длительность:                                 | Общая длительность:   | 52:46        |

## Участники записи
- Александр Куллинкович — вокал
- Юрий Наумов — бэк-вокал
- Виталий Абрамович — гитара
- Владимир Сахончик — гитара
- Евгений Бровко — бас-гитара
- Андрей Степанюк — ударные
- музыка — «Нейро Дюбель»
- слова — Александр Куллинкович, кроме 11 — Роберт Рождественский
- звукорежиссёр — Гарик Плевин, мультитрек — Павел Кулеш, запись и сведение — студия «Осмос»[1]

## Рецензии
Критики сайта Experty.by хорошо приняли альбом. Средний балл альбома на сайте — 8,25 из 10. Было отмечено, что Куллинкович и компания не занимаются здесь какими-то музыкальными экспериментами, они просто держат свою планку. Также было отмечено, что музыка «Нейро Дюбель» на этом альбоме похожа на музыку группы во второй половине 90-х, в их лучшее время. Здесь практически нет подражаний группе Rammstein, которые были свойственны «Нейро Дюбелю» в последние несколько лет. Журналист и радиоведущая Надежда Кудрейко согласилась с экспертами, оценив альбом на 8 баллов.